# قشة (الشغادرة)

تعديل مصدري - تعديل

قشة هي إحدى قرى عزلة قلعة حميد بمديرية الشغادرة التابعة لمحافظة حجة، بلغ تعداد سكانها 340 نسمة حسب تعداد اليمن لعام 2004.